# Lac de Comabbio
Le lac de Comabbio est un lac d’origine glaciaire dans la province de Varèse en Italie.

## Localisation
Le lac de Comabbio est bordé par les communes de Ternate, Varano Borghi, Vergiate, Mercallo et Comabbio.

## Description
Le lac de Comabbio a été un temps uni au lac de Varèse. C’est une oasis naturelle riche en plantes rares. À cause de ses dimensions réduites, en hiver il se transforme facilement en lac gelé.